# Список динозаврів Австралії і Антарктики
Список динозаврів, викопні рештки яких було знайдено в Австралії чи Антарктиці.

## Список австралійських і антарктичних динозаврів
| Назва             | Період | Місце існування | Характер харчування | Примітки          |
| ----------------- | ------ | --------------- | ------------------- | ----------------- |
| Antarctopelta     | Крейда | Антарктика      | травоїдний          | —                 |
| Atlascopcosaurus  | Крейда | Австралія       | травоїдний          | —                 |
| Australovenator   | Крейда | Австралія       | м'ясоїдний          | —                 |
| Austrosaurus      | Крейда | Австралія       | травоїдний          | —                 |
| Cryolophosaurus   | Юра    | Антарктика      | м'ясоїдний          | —                 |
| Diamantinasaurus  | Крейда | Австралія       | травоїдний          | —                 |
| Fulgurotherium    | Крейда | Австралія       | травоїдний          | —                 |
| Glacialisaurus    | Юра    | Антарктика      | всеїдний            | —                 |
| Kakuru            | Крейда | Австралія       | всеїдний            | —                 |
| Leaellynasaura    | Крейда | Австралія       | травоїдний          | —                 |
| Minmi             | Крейда | Австралія       | травоїдний          | Два гарних зразки |
| Muttaburrasaurus  | Крейда | Австралія       | травоїдний          | —                 |
| Ozraptor          | Юра    | Австралія       | м'ясоїдний          | —                 |
| Qantassaurus      | Крейда | Австралія       | травоїдний          | —                 |
| Rapator           | Крейда | Австралія       | м'ясоїдний          | —                 |
| Rhoetosaurus      | Юра    | Австралія       | травоїдний          | —                 |
| Serendipaceratops | Крейда | Австралія       | травоїдний          | —                 |
| Timimus           | Крейда | Австралія       | всеїдний            | —                 |
| Trinisaura        | Крейда | Антарктика      | травоїдний          | —                 |
| Walgettosuchus    | Крейда | Австралія       | м'ясоїдний          | —                 |
| Wintonotitan      | Крейда | Австралія       | травоїдний          | —                 |

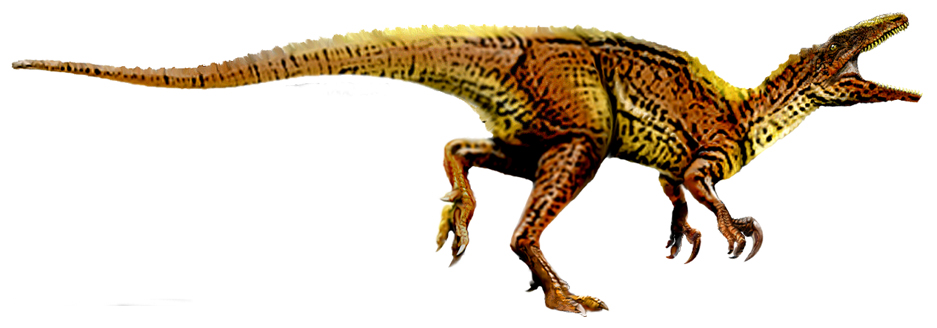
Australovenator.

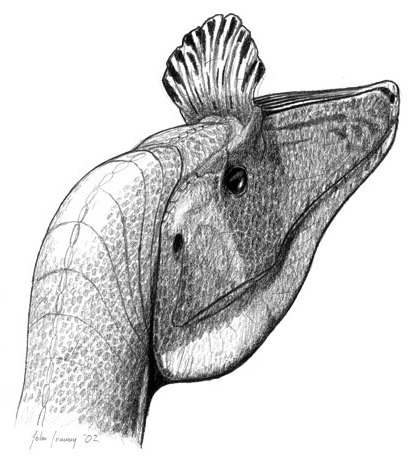
Cryolophosaurus.

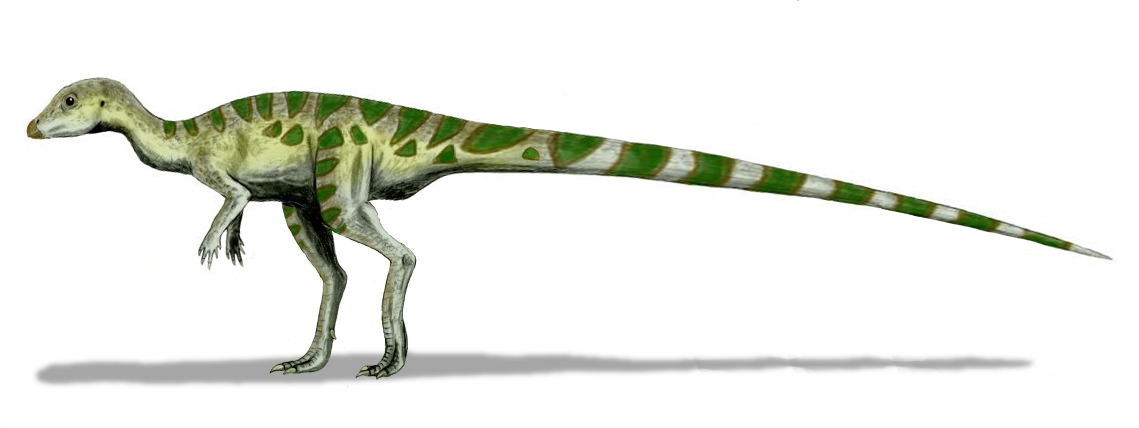
Leaellynasaura.

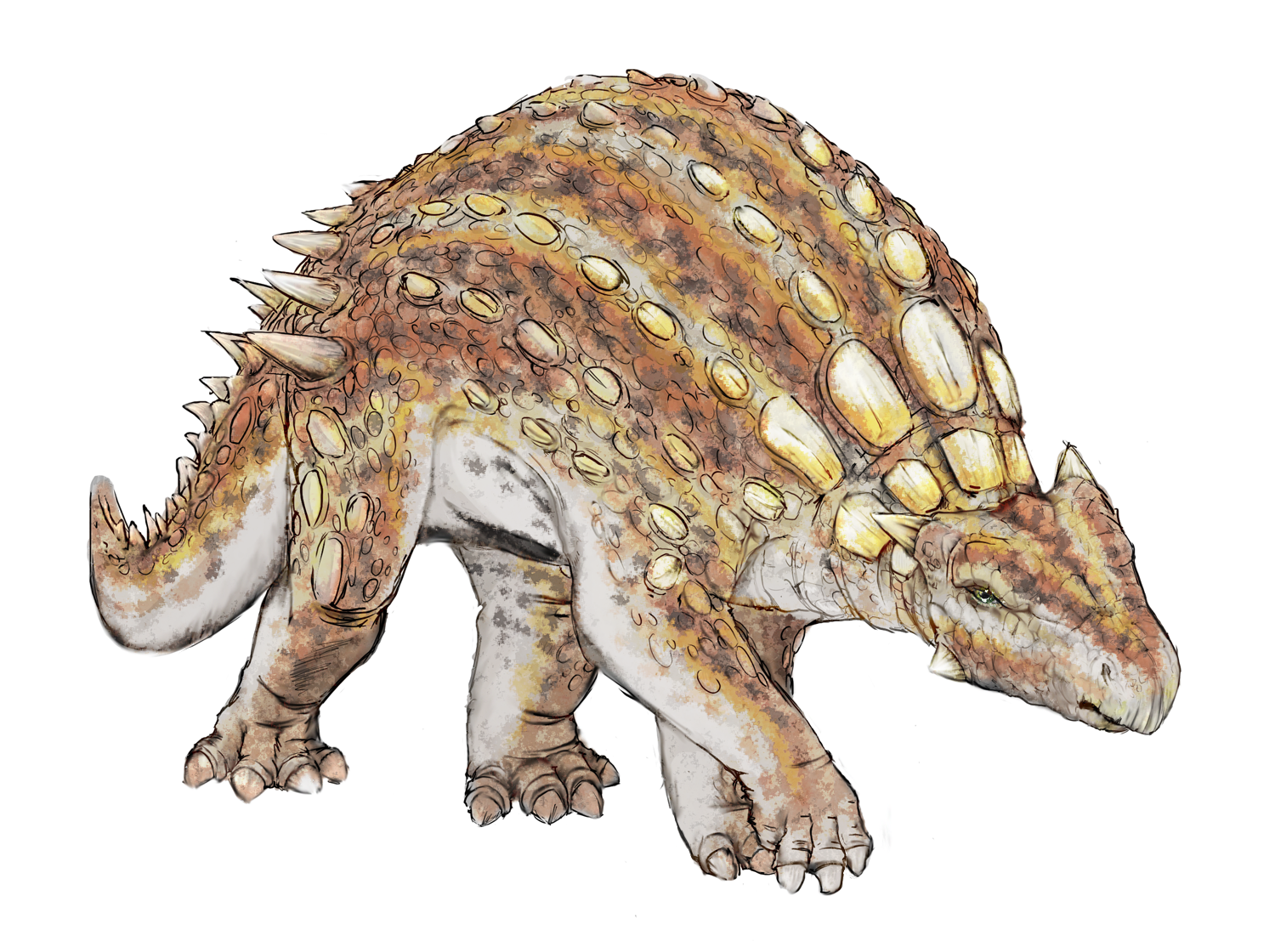
Minmi.

Agrosaurus є nomen dubium або молодшим синонімом Thecodontosaurus.

## Кольорові позначки
| Nomen dubium |
| Invalid      |
| Nomen nudum  |

## Критерії включення до списку
- Тварина має бути включеною до Список динозаврів.
- Викопні рештки тварини мають походити Австралії чи Антарктики.

## Час існування
Час існування динозаврів, перерахованих у таблиці вище. Час вимірюється у млн років тому, вздовж x-осі.